# Comptosia fascipennis
Comptosia fascipennis är en tvåvingeart som beskrevs av Macquart 1840. Comptosia fascipennis ingår i släktet Comptosia och familjen svävflugor. Inga underarter finns listade i Catalogue of Life.